# Línea 666 (Interurbanos Madrid)
La línea 666 de la red de autobuses interurbanos de Madrid une la estación de autobuses de San Lorenzo de El Escorial con Las Navas del Marqués.

## Características
Esta línea une los municipios arriba mencionados, así como con Zarzalejo, El Escorial y Santa María de la Alameda en un tiempo estimado de 60 minutos. Con un solo servicio al día, es la línea con peor frecuencia de todo el CRTM, sin contar la 196. Sólo funciona de lunes a viernes laborables.
Siguiendo la numeración de líneas del CRTM, las líneas que circulan por el corredor 6 son aquellas que dan servicio a los municipios situados en torno a la A-6 y comienzan con un 6. Aquellas numeradas dentro de la decena 660 corresponden a aquellas que circulan por San Lorenzo de El Escorial.
Está operada por la empresa ALSA mediante concesión administrativa del Consorcio Regional de Transportes de Madrid.

## Horarios
| Lunes a viernes laborables                         |                                                    |
| Las Navas del Marqués > San Lorenzo de El Escorial | San Lorenzo de El Escorial > Las Navas del Marqués |
| 06:50                                              | 19:45                                              |

## Recorrido y paradas

### Sentido Las Navas del Marqués
La línea comienza en la estación de autobuses de San Lorenzo de El Escorial. Acto seguido se dirige a El Escorial, pasando por la M-600, carretera que toma para salir del municipio y sin hacer paradas hasta el cruce con la M-533, donde se adentra en el término municipal de Zarzalejo. Allí, pasa por el casco urbano y atiende a su estación de Cercanías Renfe Madrid. Sale usando la M-533 y llega a la M-505, adentrándose en el término municipal de Santa María de la Alameda, sin llegar al casco urbano y parando en las urbanizaciones situadas a los pies de esta carretera. Con la M-505 sale de la Comunidad de Madrid, pasando a convertirse la carretera en la CL-505, que continúa hasta Las Navas del Marqués, en cuyo ayuntamiento tiene su cabecera. 
| Código | Parada                                              | Común con                        | Conexión con Cercanías | Municipio                  | Zona |
| ------ | --------------------------------------------------- | -------------------------------- | ---------------------- | -------------------------- | ---- |
| 10185  | Estación de autobuses de San Lorenzo de El Escorial | 640 660 661 664 665 667 669 669A |                        | San Lorenzo de El Escorial |      |
| 10187  | Av. Constitución - Quiterio López                   | 640 660 661 667 669 669A 2 3     |                        | El Escorial                |      |
| 11526  | Av. Constitución - Alfonso XII                      | 640 660 661 667 669 669A 2 3     |                        | El Escorial                |      |
| 12163  | Ctra. M-600 - Urb. Pinosol                          | 669 669A                         |                        | El Escorial                |      |
| 12639  | Ctra. M-533 - Urb. El Alcor                         | 669 669A                         |                        | El Escorial                |      |
| 11533  | Ctra. M-533 - Peralejo                              | 669A                             |                        | El Escorial                |      |
| 15598  | Ctra. M-533 - Estación de Zarzalejo                 | 669A                             | Zarzalejo              | Zarzalejo                  |      |
| 12159  | Ctra. M-533 - Casa de la Cultura                    | 669A                             |                        | Zarzalejo                  |      |
| 15600  | Ctra. M-533 - Pza. de Las Eras                      | 669A                             |                        | Zarzalejo                  |      |
| 18211  | Ctra. M-533 - Piscina Municipal                     | 669A                             |                        | Zarzalejo                  |      |
| 16299  | Ctra. M-533 - Felipe Preciado                       | 669A                             |                        | Zarzalejo                  |      |
| 18558  | Ctra. M-533 - Flor                                  | 669A                             |                        | Zarzalejo                  |      |
| 10222  | Ctra. M-505 - Puerto de la Cruz Verde               | 665                              |                        | Santa María de la Alameda  |      |
| 19446  | Ctra. M-538 - La Paradilla                          | 665                              |                        | Santa María de la Alameda  |      |
| 18208  | Ctra. M-505 - Urb. Umbría Los Gallegos              |                                  |                        | Santa María de la Alameda  |      |
| 99926  | Av. Aniceto Marinas - Turismo                       |                                  |                        | Las Navas del Marqués      |      |
| 19088  | Gracia - Tres Cruces                                |                                  |                        | Las Navas del Marqués      |      |
| 19089  | San Juan - Cº Mimbres                               |                                  |                        | Las Navas del Marqués      |      |
| 19087  | Plaza de la Villa - Ayuntamiento                    |                                  |                        | Las Navas del Marqués      |      |

### Sentido San Lorenzo de El Escorial
El recorrido de vuelta es idéntico pero en sentido contrario.
| Código | Parada                                              | Común con                        | Conexión con Cercanías | Municipio                  | Zona |
| ------ | --------------------------------------------------- | -------------------------------- | ---------------------- | -------------------------- | ---- |
| 19087  | Plaza de la Villa - Ayuntamiento                    |                                  |                        | Las Navas del Marqués      |      |
| 19086  | Gracia - Travesía Sauco                             |                                  |                        | Las Navas del Marqués      |      |
| 19085  | Av. Alejandro Más - Av. Navalperal                  |                                  |                        | Las Navas del Marqués      |      |
| 99927  | Av. Alejandro Más - Cartagena                       |                                  |                        | Las Navas del Marqués      |      |
| 18209  | Ctra. M-505 - Urb. Umbría Los Gallegos              |                                  |                        | Santa María de la Alameda  |      |
| 11826  | Ctra. M-505 - La Paradilla                          | 665                              |                        | Santa María de la Alameda  |      |
| 18123  | Ctra. M-533 - Puerto de la Cruz Verde               |                                  |                        | Santa María de la Alameda  |      |
| 18560  | Ctra. M-533 - Caño Nuevo                            | 669A                             |                        | Zarzalejo                  |      |
| 10264  | Ctra. M-533 - Molino                                | 669A                             |                        | Zarzalejo                  |      |
| 18210  | Ctra. M-533 - Piscina Municipal                     | 669A                             |                        | Zarzalejo                  |      |
| 15601  | Ctra. M-533 - Pza. Las Eras                         | 669A                             |                        | Zarzalejo                  |      |
| 12158  | Ctra. M-533 - Casa de la Cultura                    | 669A                             |                        | Zarzalejo                  |      |
| 15599  | Ctra. M-533 - Estación de Zarzalejo                 | 669A                             | Zarzalejo              | Zarzalejo                  |      |
| 11532  | Ctra. M-533 - Peralejo                              | 669A                             |                        | El Escorial                |      |
| 12982  | Ctra. M-533 - Urb. El Alcor                         | 669A                             |                        | El Escorial                |      |
| 12164  | Ctra. M-600 - Urb. Pinosol                          | 669 669A                         |                        | El Escorial                |      |
| 11525  | Av. Constitución - Madrid                           | 640 660 661 667 669 669A 2 3     |                        | El Escorial                |      |
| 10183  | Av. Constitución - Francisco Valiño                 | 640 660 661 667 669 669A 2 3     |                        | El Escorial                |      |
| 10185  | Estación de autobuses de San Lorenzo de El Escorial | 640 660 661 664 665 667 669 669A |                        | San Lorenzo de El Escorial |      |